# Jean-Aimar Piganiol de La Force
Pour les articles homonymes, voir Piganiol.
Jean-Aymar,:281 Piganiol, seigneur de La Force, écuyer, né le 21 septembre 1669,:281 à Aurillac et mort le 10 janvier 1753 au château des Rouaudières, gouverneur des pages du comte de Toulouse, conseiller du Roy, contrôleur des guerres à la suite du régiment aux gardes suisses, est un auteur français d’ouvrages essentiellement à caractère géographique.

## Biographie

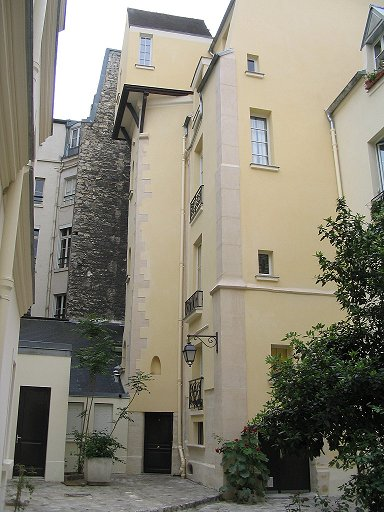
La Tour Calvin acquise par le collège Fortet en 1417.

Fils de Marguerite Parisot et de Pierre Piganiol, marchand et usurier rachetant les rentes seigneuriales ou consentant des prêts sous caution, il descendait, par sa mère, de Pierre de Fortet, chanoine de Paris et docteur en Sorbonne, fondateur du célèbre collège Fortet parisien qui ne disparut qu’à la Révolution.
Ayant perdu sa mère, le 4 novembre 1680, il demeura, à l’âge de 11 ans, le seul héritier du fief de La Force. Fils de Pierre et de Marguerite Parisot, dame de La Force, il passa son enfance au château de La Force à  Saint-Simon et fit premières études chez les jésuites qui dispensaient à Aurillac, dans leur collège déjà plus que cinquantenaire, le solide enseignement classique, après quoi on l’envoya à Paris « pour se perfectionner et y apprendre les exercices convenables à un jeune homme de sa condition. » Bien que son lointain ascendant, Pierre Fortet, eût spécifié qu’il entendait que quatre étudiants appartenant à sa famille fussent admis gratuitement dans le collège qu’il avait fondé, Piganiol, s’il parle longuement du collège Fortet et de son fondateur, ne fait aucune allusion à son passage dans cet établissement. Sans le testament rédigé le 30 juin 1693, aux termes duquel il le faisait son « héritier général et universel », son père dit de lui qu’il est « licencié en droit ».

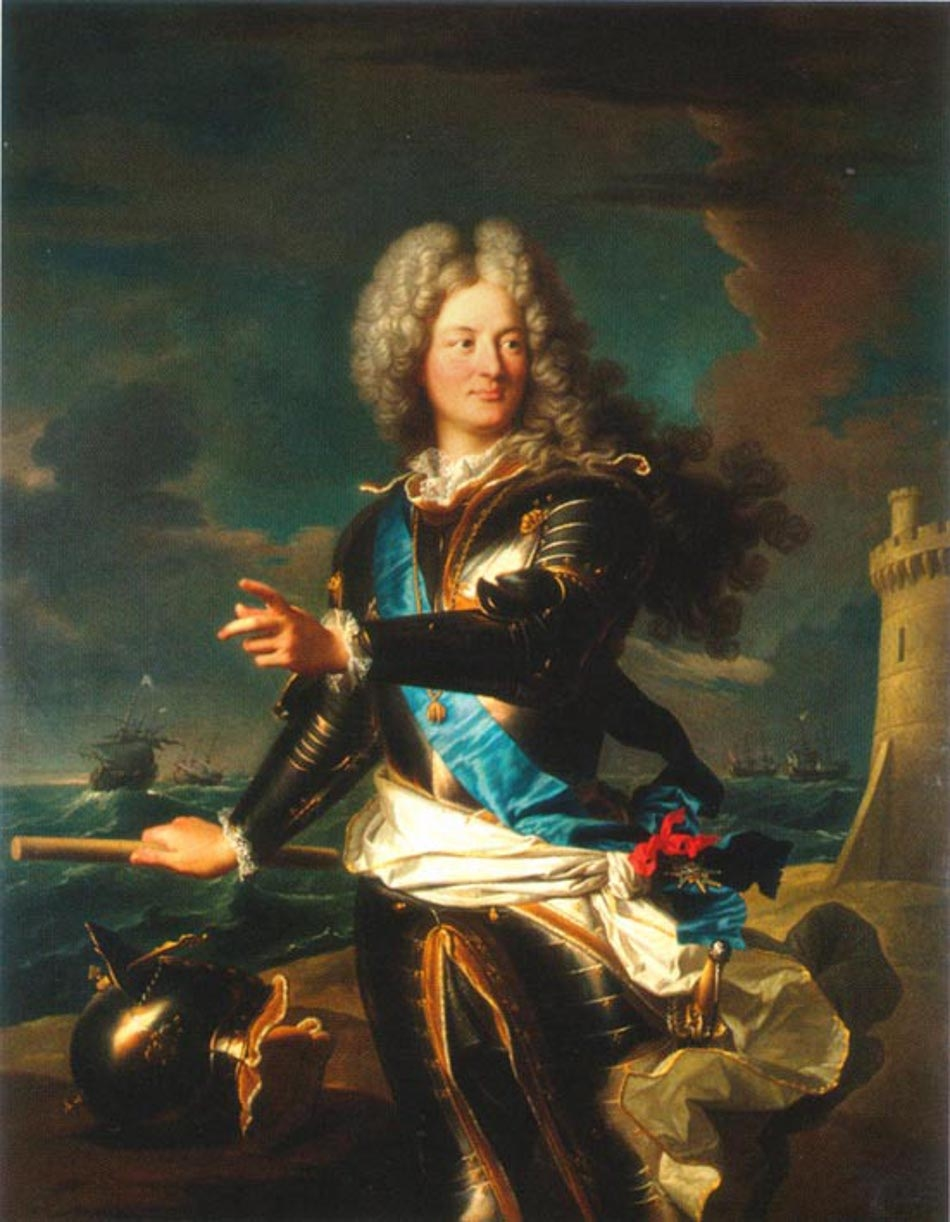
Le comte de Toulouse, employeur de Piganiol pendant 39 ans.

Âgé, à cette époque de 24 ans, Piganiol profitait de tous les moments de loisirs que lui laissaient ses occupations pour se procurer des amis et des connaissances utiles, qu’il sut s’attacher plus encore par la douceur de ses mœurs et par l’honnêteté de sa conduite que par ses talents. En 1698, des amis firent parler en sa faveur au sixième et dernier enfant de Louis XIV et d’Athénaïs de Montespan, mais surtout son fils préféré, le comte de Toulouse, qui voulut le connaitre et, bientôt après, le prit à son service, en le chargeant, quoique jeune encore, d’assurer l’éducation de ses pages. Piganiol occupa ce poste de précepteur pendant trente-neuf ans. L’énorme fortune du comte de Toulouse lui permit de créer d’entretenir cette école analogue à celles du roi ou de certains princes de la couronne, qui avait pour but de « permettre à la noblesse terrienne et pauvre de faire élever ses fils à peu de frais » et après trois années, de leur donner « la possibilité d’obtenir une cornette de cavalerie ou une lieutenance d’infanterie », voire un grade dans la marine. De 1698 à 1707, l’école des pages qui, comme leur gouverneur, « appartenaient à leur prince » et faisaient partie de « sa maison » fut d’abord établie à Versailles. Par la suite, elle suivit le comte de Toulouse à Rambouillet jusqu’en 1713,, date de l’installation du prince dans l’hôtel de La Vrillière qu’il venait d’acquérir et de transformer, dans la rue qui porte aujourd’hui son nom. Dans ce poste qui consistait à former de jeunes élèves destinés au métier des armes, Piganiol s’appliqua à gagner le cœur de ses élèves et il eut le plus grand succès. l’École des Pages de l’Hôtel de Toulouse se soutint pendant près de 40 ans avec une réputation et une célébrité qui la firent préférer à d’autres écoles d’un rang supérieur, et dans lesquelles il paraissait même y avoir plus à espérer du côté de la fortune et de l’avancement.

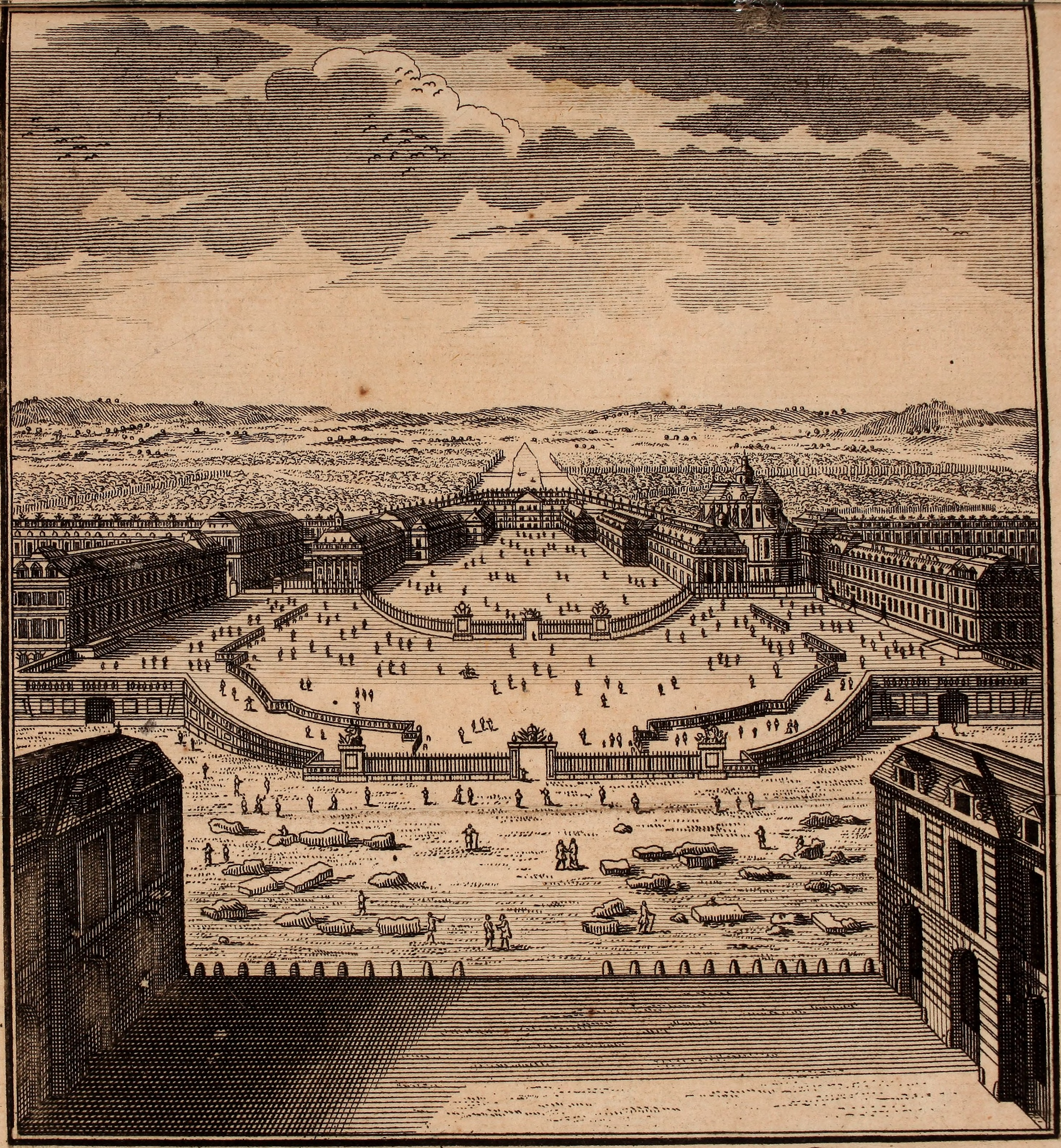
Page de la Nouvelle description des châteaux et parcs de Versailles et de Marly.

L’école doit avoir laissé, à ses débuts, d’importants loisirs à son gouverneur, car, dès 1701, Piganiol, qui se faisait appeler maintenant Piganiol de La Force, publia, coup sur coup, trois ouvrages : Naudeana, recueil d’anecdotes et de bons mots de Gabriel Naudé, bibliothécaire de Richelieu et de Mazarin, Patiniana du nom du célèbre médecin Guy Patin. s’intéressant particulièrement à la géographie, il publia, en 1701, sa Nouvelle description des châteaux et parcs de Versailles et de Marly, qui devait connaitre un succès retentissant, une dizaine d’éditions successives et donner prétexte à toutes sortes de démarcations et contrefaçons.
« Appartenir à un prince » supposait néanmoins être tous ses déplacements et c’est ainsi qu’en 1702, Piganiol suivit l’Amiral de France sur « Le Foudroyant ». Parti de Toulon, il participa à la campagne de la flotte dans le golfe de Malte, croisant au large de Messine, de Naples, de Civitavecchia, avant de rejoindre son point de départ. Lors de la guerre de Succession d'Espagne, le comte de Toulouse, qui avait été fait lieutenant-général des armées du Roi, le 3 aout 1697 sur la fin de la guerre de la Ligue d'Augsbourg, terminée, en septembre 1697, par le traité de Ryswick, et qui avait également reçu, à l’âge de cinq ans, la charge d’amiral de France, fut chargé de défendre la Sicile. Lorsqu’il remporta, dans la Méditerranée, avec une escadre de 50 vaisseaux sous ses ordres, malgré les 63 vaisseaux des alliés, la bataille navale de Vélez-Málaga du 24 aout 1704, restée célèbre, en ramenant toute sa flotte, Piganiol en réchappa de justesse. l’amiral de France fit à nouveau campagne en Méditerranée en 1706 mais, cette fois, l’obligation pour l’escadre française d’abandonner le siège de la ville de Barcelone, à l’arrivée de l’escadre ennemie marqua la carrière navale du comte de Toulouse et, du même coup, de celle du gouverneur de ses pages.

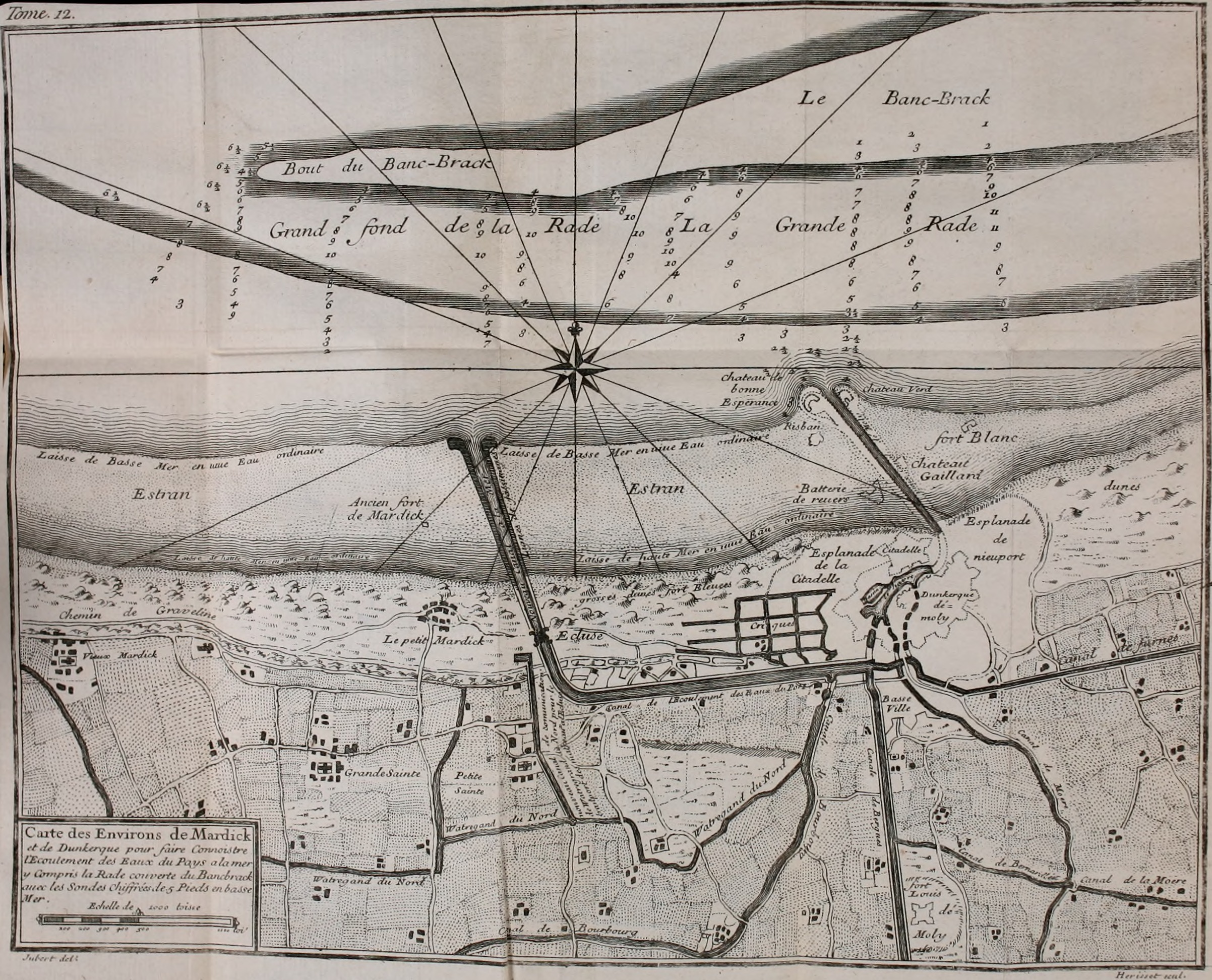
Page de la Nouvelle description de la France.

Le comte de Toulouse consacra dès lors tout son loisir à l’accroissement de la terre de Rambouillet qu’il avait acquise en 1705 et qui devait devenir sa résidence préférée. Dans ce domaine, où l’aménagement du parc avait confié à Le Nôtre, et les agrandissements et embellissements du château à Robert de Cotte, il se constitua une énorme bibliothèque où voisinaient les ouvrages sur la marine qu’il ne cessait d’étudier, la philosophie, la religion, l’histoire, la géographie, les beaux-arts, etc. où Piganiol eut à sa disposition les instruments de travail qui lui permirent de mener à bien les ouvrages qu’il méditait. Piganiol continua ainsi de vivre dans l’atmosphère de la Cour puisque Louis XIV, séduit par Rambouillet, lors de la fête d’inauguration, y revint souvent, y séjournant même à de nombreuses reprises avec Mme de Maintenon ou la Palatine (laquelle? Liselotte?), obligeant ses ministres à venir, tous les jours de Versailles pour travailler avec lui aux affaires de l’État.
Avec l’abbé Nadal, auteur de médiocres tragédies d’inspiration biblique qui lui ouvrirent cependant très tôt les portes de l’Académie des inscriptions surtout connu pour ses querelles avec Voltaire, Piganiol avait fondé en 1708, le Nouveau Mercure. Imprimé à Trévoux, comme le célèbre dictionnaire, le Nouveau Mercure fut entrepris dans le but de critiquer le Mercure galant de Donneau de Visé. Rédigé sur un plan analogue, il comportait, comme lui, des historiettes, des dissertations, des pièces fugitives en vers et en prose, des nouvelles du mois. Par l’intermédiaire de ce Mercure, dont 14 volumes furent publiés de 1708 à 1711, Piganiol participa à toutes les controverses de l’époque.

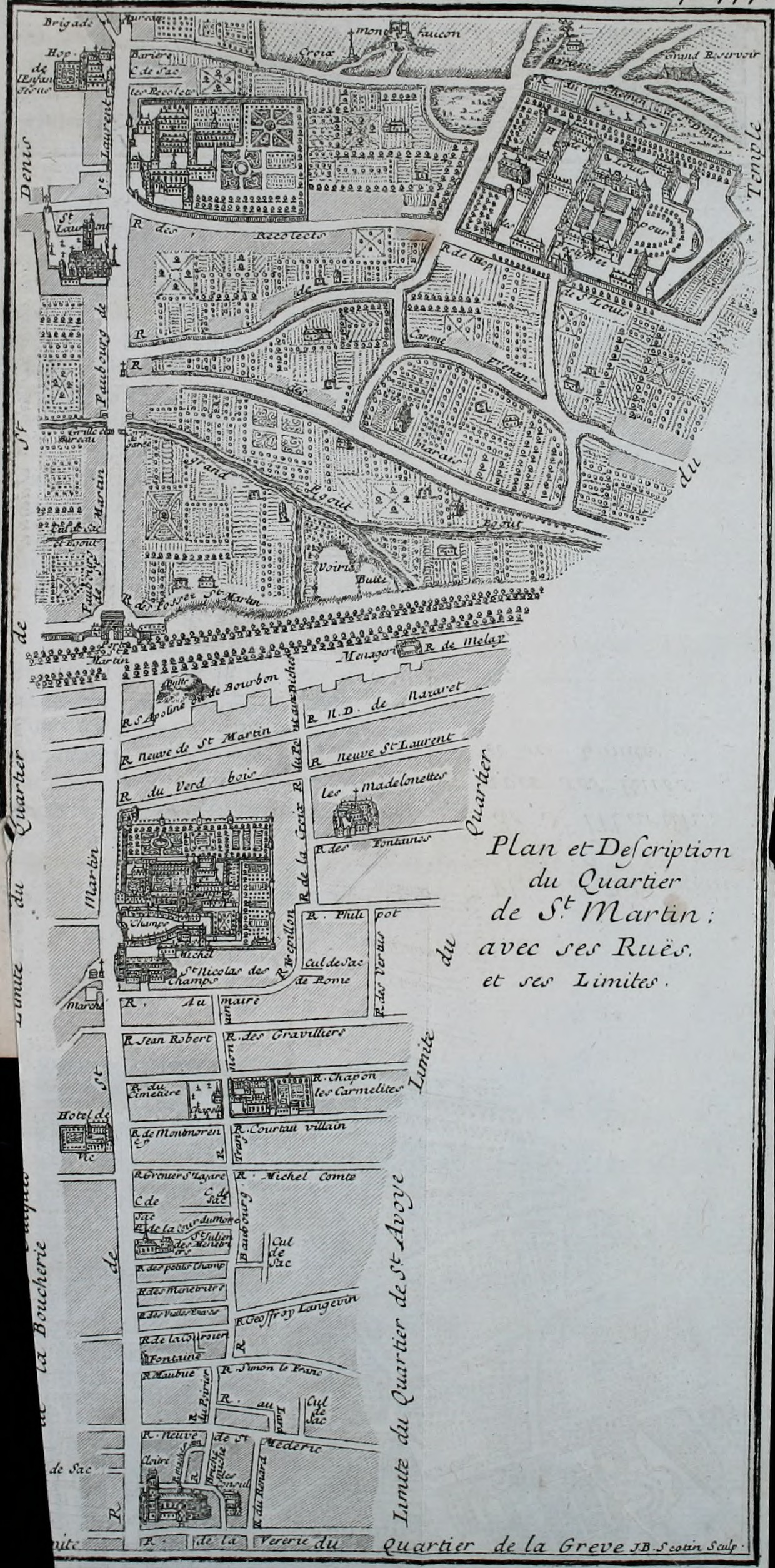
Page de la Description historique de la ville de Paris et de ses environs (1765).

Encouragé par le succès de sa Description de Versailles, Piganiol entreprit un ouvrage plus ambitieux encore, résultant des nombreux voyages qu’il effectua en France : la Description de la France où il a cherché à présenter une synthèse des caractéristiques institutionnelles de la France et les principales curiosités du royaume de France, adressée aux visiteurs, Français, dont le prototype est l’« honnête homme » ou étrangers, de la France. Avec le souci d’une information précise et contrôlée qui fut toujours le sien, il puisa à diverses sources originales telles que les Mémoires des intendants pour l’instruction du duc de Bourgogne et dépouilla une quantité énorme de documents inédits. En 1718, il publia la première édition de cet ouvrage qui comportait alors 6 volumes. En dépit du style, qui avait un peu souffert de l’accumulation de tant d’érudition, le succès de cette Description de la France fut considérable, et son auteur la reprit pour des éditions successives remaniées, corrigées et amplifiées, que les éditeurs, envieux d’une telle réussite, ne se gênèrent pas de contrefaire, bénéficiant, eux aussi, de l’engouement suscité par l’œuvre de Piganiol. Nommé historiographe royal officiellement chargé d’écrire l’histoire du royaume.
Quoique membre du Conseil de Régence, le comte de Toulouse se retira, à la mort de Louis XIV de la vie publique, et la vie de Piganiol, calquée sur celle de son maitre, ne connut plus les voyages officiels, les grandes manifestations nationales ou les cérémonies de la Cour. Cependant, l’Introduction à la description de la France, ouvrage en deux volumes publié vers la fin de sa vie, donne tant de détails sur le sacre de Louis XV, sur son premier Lit de justice et sur son mariage qu’il parait évident que son auteur en fut le témoin attentif. Les rééditions de ses œuvres se succédaient rapidement quand, en 1724, il publia son Nouveau voyage en France, en un volume, « avec itinéraires et cartes faites exprès, qui marquent exactement les routes qu’il faut suivre pour voyager dans toutes les provinces de ce royaume. Ouvrage également utile aux Français et aux étrangers », ce qui en fait le précurseur, au début du XVIIIe siècle, des guides de voyage qui devaient, par la suite, devenir l’une des branches les plus vivantes de l’édition. Comme pour sa Description de la France, cet ouvrage suscita-t-il une foule de disciples, voire d’imitateurs.

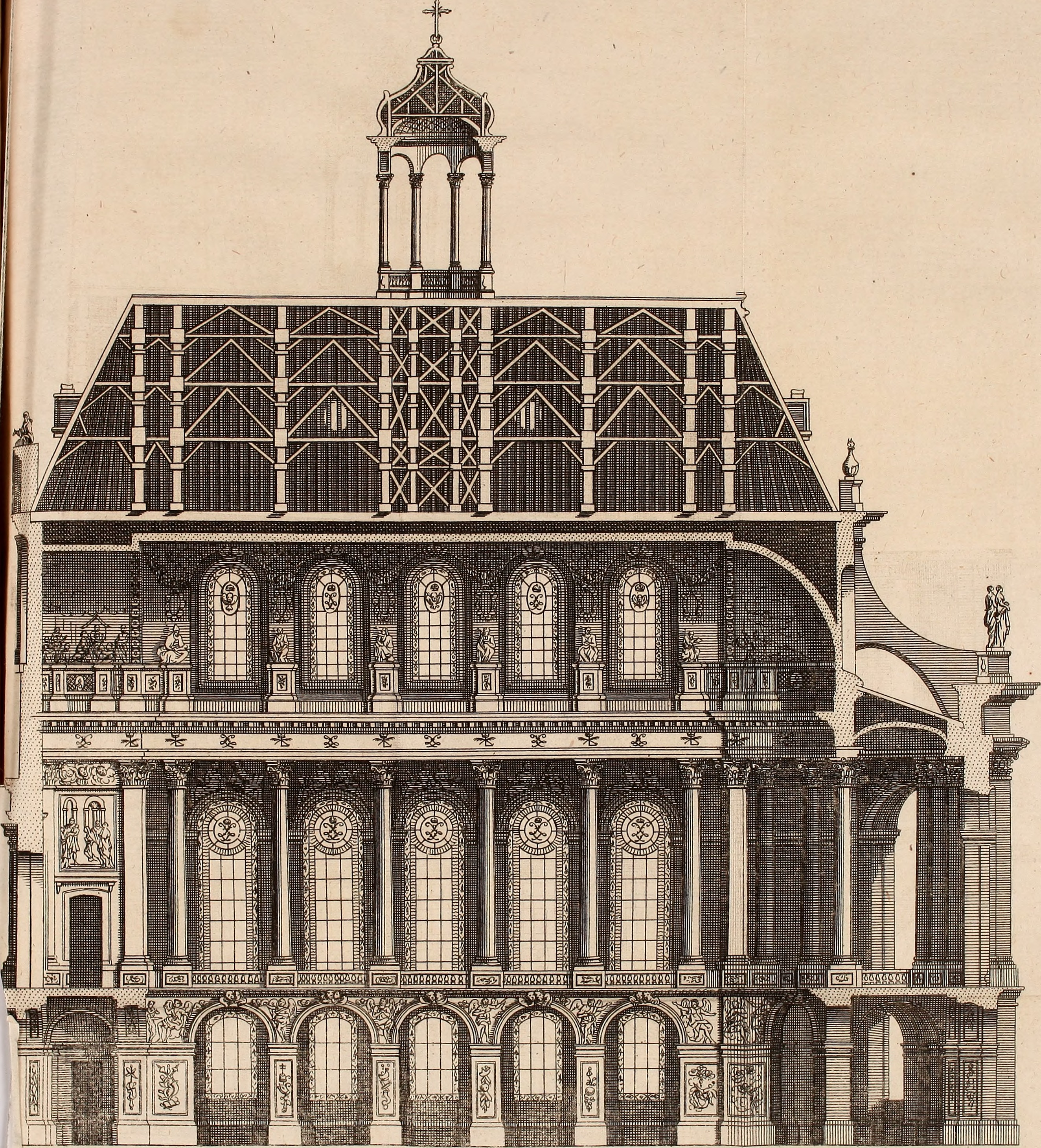
Page de la Description des châteaux et parcs de Versailles, de Trianon, et de Marly.

En 1734, à la mort d’un de ses amis, Henri Edme, fils d’un des directeurs de la compagnie des Indes, contrôleur des guerres à la suite du régiment des Gardes Suisses, Piganiol se fit recevoir, pour deux mille deux cents livres, dans la charge, restée vacante, qui conférait la noblesse et permettait de porter le titre d’« écuyer » en assurant un revenu annuel de 1 933 livres. À la mort du comte de Toulouse, l’École des pages se soutint pendant tout le temps que Piganiol y présida, mais le duc de Penthièvre, fils unique du comte de Toulouse, âgé seulement de 12 ans à la mort de son père, ne sut la soutenir comme lui et lorsque Piganiol ayant résigné, dans sa soixantième année, ses fonctions, l’école entra en sommeil avant de mourir de sa belle mort. Devenu contrôleur des guerres, Piganiol se livra alors exclusivement à ses travaux d’érudition et à la préparation des éditions successives de ses œuvres. En 1738, il donnait une Description de Paris, de Versailles et de Marly en 2 volumes. Son souci de controverse érudite lui fit aussi adresser des lettres au Journal des sçavants, au Mercure de France et à divers auteurs ou savants de son temps. après avoir décrit les provinces du royaume, sa capitale et la résidence de son roi, il termina son œuvre par la description des institutions de son pays avec sa dernière œuvre, l’Introduction à la description de la France et au droit public de ce Royaume, qui comprend tout ce qui s’observe auprès du Roy, l’état de sa Maison, ses titres, ses prérogatives, son cérémonial, ses officiers et ceux de sa Couronne, le gouvernement ecclésiastique, civil et militaire de la France, Paris, Théodore Legras, 1752, 2 vol, in-12° ».

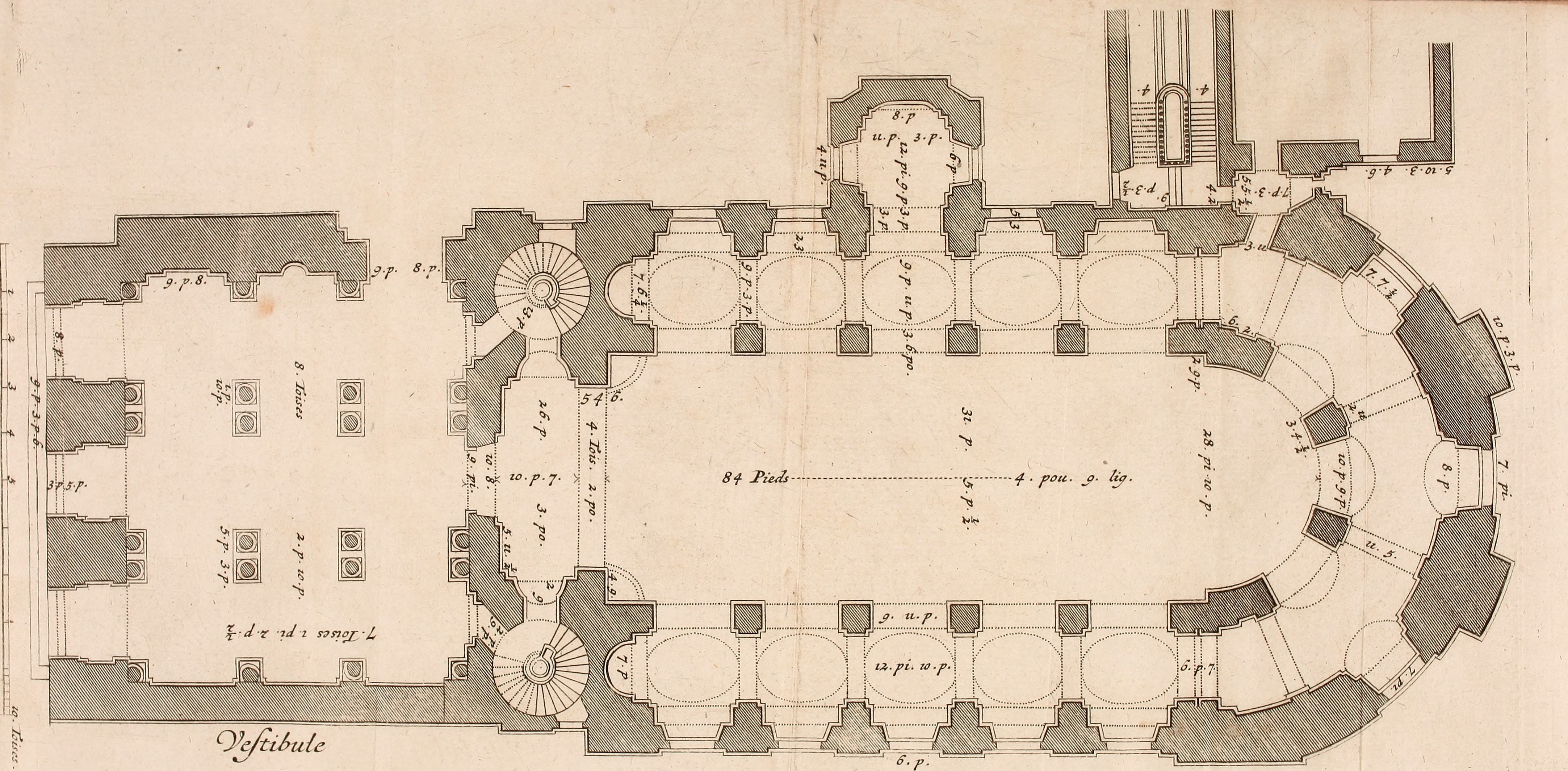
Page de la Description des châteaux et parcs de Versailles, de Trianon, et de Marly.

Piganiol de La Force passa les dernières années de sa vie chez son filleul René-Jean Edme, avocat, fils de son ami Henri Edme. « Monsieur Edme et moi vivons en même maison  », écrivait-il à Guy Delolm de Lalaubie. Il était donc, tantôt à Paris, rue de La Harpe, tantôt dans le Bas-Vendômois au château des Rouaudières où il mourut brusquement. Il fut inhumé au cimetière paroissial Mondoubleau. il était chevalier de l’ordre royal de Notre-Dame du Mont-Carmel et de Saint-Lazare de Jérusalem.

## Œuvre

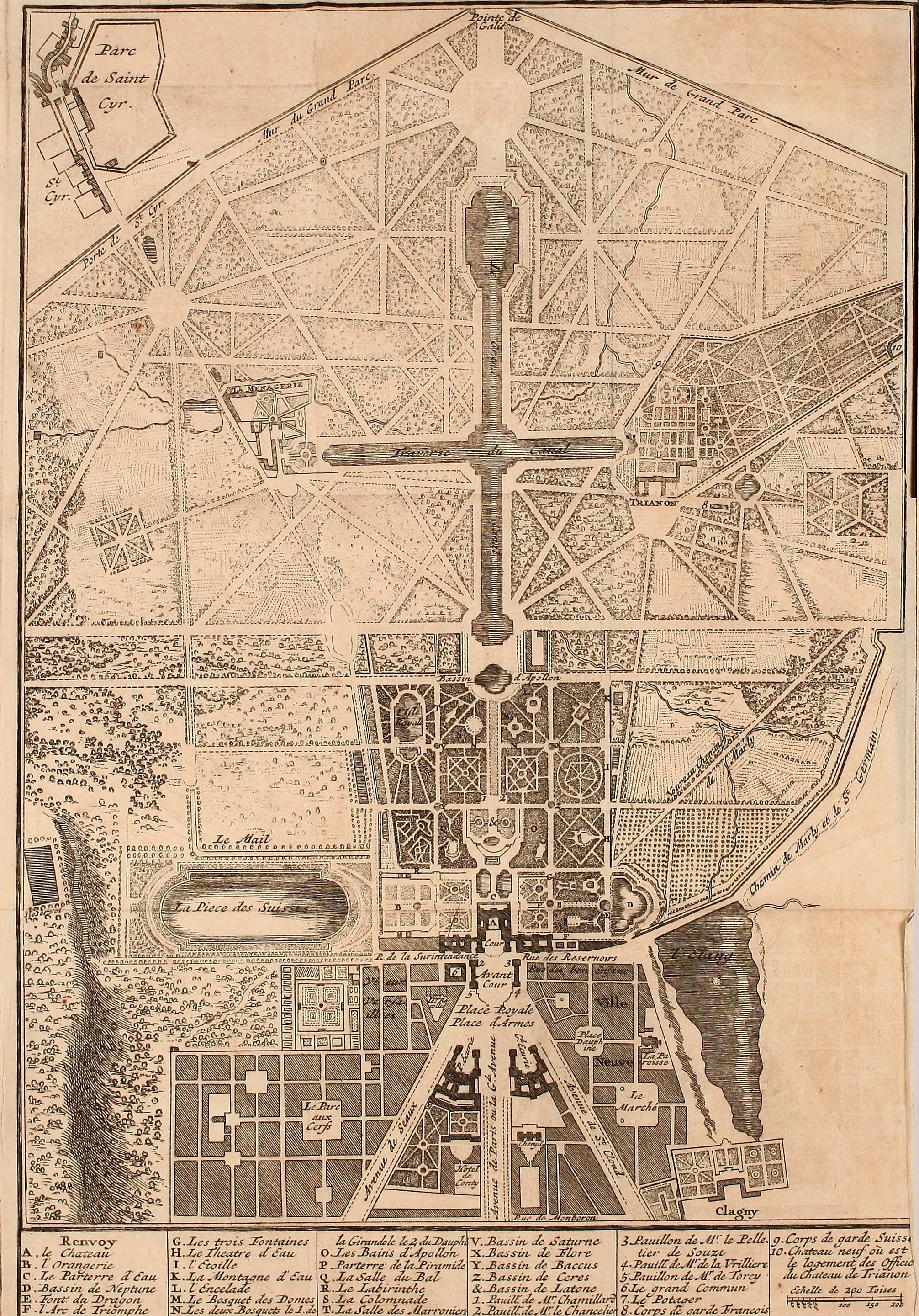
Page de la Description des châteaux et parcs de Versailles, de Trianon, et de Marly.

Dans le long avertissement qu’il ajouta à l’édition posthume de la Description historique de la ville de Paris et de ses environs, l'abbé Pérau se montre surpris que Piganiol ait pu, avec les fréquents voyages qu’il était obligé de faire à la Cour et la suite du prince auquel il était attaché ainsi que le suivi de l’éducation des pages du comte de Toulouse, trouver le temps de faire de la recherche et de publier. Après la mort du comte de Toulouse, il ne fit que reprendre toutes ses œuvres précédentes pour en donner de nouvelles éditions, corrigées, remaniées, augmentées suivant les cas. À telle enseigne que la Description de Paris qui comptait 2 volumes en 1736, en comportait 8 en 1742 et que la Description de la France passa de 6 volumes en 1718 à 13 volumes en 1753. J’ai toujours été surpris, dit Piganiol, que parmi tant d’écrivains que le règne de Louis le Grand a produits, il ne s’en soit point trouvé qui ait voulu nous faire connaitre l’intérieur d’une monarchie, qui, depuis tant de siècles, fait une si grande figure dans le monde, et que nous n’ayons pas encore une description particulière de la France qui mérite la peine d’être lue. »
Piganiol a souvent emprunté à ses prédécesseurs du Breul, Félibien et Lobineau, Sauval, Claude Malingre, Le Maire, Germain Brice. Aucun de ceux-ci n’avaient cependant fait un travail aussi méthodique, aussi systématique, peut-on dire, que lui. Ses contemporains ne s’y trompèrent pas car ils accordèrent à ses ouvrages un succès attesté par les nombreuses éditions successives (73). Il devint, pour ainsi dire, classique dans son genre et, à son tour fut imité, pillé, plagié, démarqué. Des libraires français ou étrangers publièrent même des ouvrages qui étaient de simples copies à peine modifiées. La chose était possible en un temps où les droits d’auteur n’étaient pas protégés. Il fut même traduit en allemand. J.-F. Bielke, en effet, publiait à Iéna, en 1723, un gros volume de 600 pages, in-8°, sous le titre Neuester Staat von Frankreich, précédé d’une longue et très élogieuse préface de Burkhard Gotthelf Struve, bibliothécaire de l’université d’Iéna.
L’abbé Pérau a également révélé Piganiol, de personnalité douce et liante, pouvait changer d’humeur dès lors qu’il s’agissait de ses travaux pour lesquels il avait une véritable tendresse d’auteur si l’on faisait usage, sans le citer, de quelque découverte qu’il croyait avoir faite le premier. Il eut ainsi de nombreuses controverses avec l’abbé de Longuerue, l’abbé Vosgien, le P. Texte, le P. Anselme ou M. de Laroque, mais plus particulièrement encore avec Germain Brice, mort en 1727, qui est de tous les écrivains celui qu’il a le plus maltraité.

## Opinions

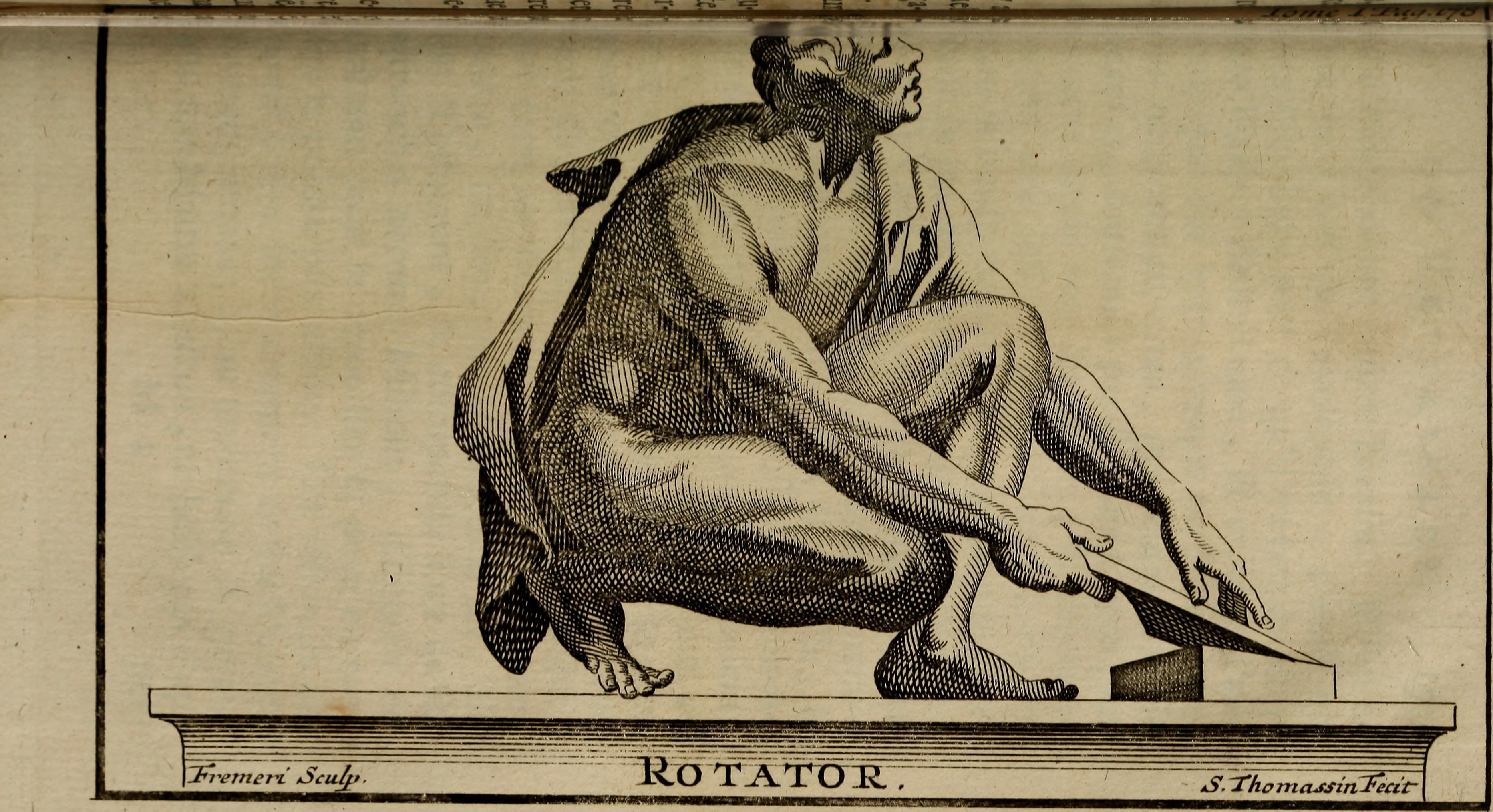
Page de la Description des châteaux et parcs de Versailles, de Trianon, et de Marly.

Piganiol de La Force a joui d’une très grande notoriété pendant tout le XVIIIe siècle. Son œuvre, longtemps considérée comme classique, n’a cessé d’être consultée avec profit par tous les historiens de son temps jusqu’au XIXe siècle, où elle a constitué une masse de renseignements auxquels il a souvent été fait appel, même par les auteurs de manuels d’histoire scolaire. Parmi ses contemporains, l’abbé Pérau, dit : « Tout ce qui est parti de sa plume porte le caractère d’un très honnête homme et d’un vrai citoyen. » L’auteur érudit de la Méthode pour étudier l’histoire, Lenglet Du Fresnoy, a déclaré : « Cet auteur, un de nos meilleurs et de nos plus judicieux écrivains, est d’une scrupuleuse exactitude sur les historiques et, ce qui est un phénix dans un homme de lettres, il joint à un savoir profond et varié, une grande probité, beaucoup d’honneur et tout le savoir-vivre d’un habile courtisan. » À l’époque moderne, l’académicien Roger Grand, ancien archiviste en chef du Cantal, dit de Piganiol qu’« il est instruit, véridique et parait de jugement très sincère et équitable », tandis que l’historien de Paris, Héron de Villefosse, confirme que son œuvre est « une des sources valables de l’histoire de Paris » et que « pendant des années, il a eu à portée de sa main l’exemplaire de Piganiol illustré dans les marges par les dessins originaux de Gabriel de Saint-Aubin qui devait se promener dans Paris, cet exemplaire à la main et croquait les silhouettes des édifices qui lui plaisaient,,. »

## Publications
- Nouvelle description des chasteaux et parcs de Versailles et de Marly contenant une explication historique de toutes les peintures, tableaux, statues, vases et ornements qui s’y voient, leurs dimensions et les noms des peintres et des sculpteurs qui les ont faits, avec les plans de ces deux maisons royalles, dédié à S.A.S le comte de Toulouse, Paris, F. et D. Delaulne, 1701, 2 vol., in-12, 1re édition. (endigen)
- Naudaeana et Patiniana, ou singularités remarquables prises dans les conversations de MM. Naudé et Patin, Paris, 1701, 1 vol., in-12.
- Naudaeana et Patiniana, ou singularités remarquables prises dans les conversations de MM. Naudé et Patin, Seconde édition revue, corrigée et augmentée d’additions au Naudaeana qui ne sont point dans l’édition de Paris. Amsterdam, François Van Der Plaats, 1703, 1 vol., in-12, 2 portraits.
- Nouvelle description des châteaux et parcs de Versailles et de Marly, Paris, F. et P. Delaulne, 1707, 2 vol., in-12. (en ligne)
- Le nouveau Mercure, dédié à Son Altesse Sérénissime Monseigneur le Prince Souverain des Dombes, Trévoux, se vend à Paris chez Jacques Estienne, 1708-1711, 14 vol., in-12 (en collaboration avec l’abbé Nadal), janvier 1708-avril 1709 ; janvier 1711-mai 1711.
- Nouvelle description des châteaux et parcs de Versailles et de Marly, 3e éd., Paris, F. et P. Delaulne, 1713, 2 vol., in-12.
- Les curiositez de Paris, de Versailles, de Marly, de Vincennes, de Saint-Cloud et des environs, avec les adresses utiles pour trouver facilement tout ce qu’ils renferment d’agréable ou d’utile, Paris, Saugrain l’ainé, 1716, 1 vol., in-12, pl.
- Les délices de Versailles, de Trianon et de Marly, contenant une explication historique de toutes les peintures, tableaux, statues, etc., Amsterdam, 2 t., reliés en un seul, in-16, 5 pl., 38 grav.
- Nouvelle description des châteaux et parcs de Versailles et de Marly, 4e édition, Paris, Florentin Delaulne, 1717, 2 vol., in-12.
- Nouvelle description de la France dans laquelle on voit le gouvernement général de ce royaume, celui de chaque province en particulier et la description des villes, maisons royales, châteaux et monuments les plus remarquables, avec la distance des lieux pour la commodité des voyageurs, 10e édition, Paris, Théodore Le Gras, 1718, 6 vol., in-8°.
- Nouvelle description de la France, Paris, Théodore Le Gras, 1718, 5 vol., in-12.
- Nouvelle description de la France, Paris, Veuve de Florentin Delaulne, 1718, 5 vol., in-12.
- Nouvelle description de la France, 2e édition corrigée et augmentée considérablement. Paris, Veuve de Florentin Delaulne, 1722, 6 vol., in-12.
- Nouvelle description de la France, 3e éd., Paris, Théodore Le Gras, 7 vol., in-12.
- Les curiosités de Paris, Paris, Claude-Marin Saugrain, 1723, 1 vol., in-12.
- (de) Neuester Staat von Frankreich, darinnen eine kurtze Einleitung zum Jure Publico und Historie dieses mächtigen Königreichs nicht weniger accurate Nachrichten von Königlicher Salb-und Crönung auch andere Denckwürdigkeiten zu finden, Iéna, Johan Félix Bielcke, 1 vol., in-8°.
- Nouvelle description des châteaux et parcs de Versailles et de Marly, 5e édition, Paris, Veuve Florentin Delaulne, 1724, 2 vol., in-12, pl.
- Nouveau voyage de France, géographique, historique et curieux, 1 vol., 1724, in-12.
- Nouveau voyage en France, Paris, 2 vol., in-12, 1724.
- Nouveau voyage de France, avec un itinéraire et des cartes faites exprès qui marquent exactement les routes qu’il faut suivre pour voyager dans toutes les provinces de ce royaume, Paris, Théodore Le Gras, 1 vol., in-12, pl.
- Nouvelle description des châteaux et parcs de Versailles et de Marly, 6e édition, Paris, Veuve de Florentin Delaulne, 1730, 2 vol., in-12, pl.
- Description de Paris et de ses environs, Paris, 1730, 2 vol., in-12.
- Description de Paris, de Versailles, de Marly, de Meudon, de Saint-Cloud, de Fontainebleau et de toutes les autres belles maisons et châteaux des environs de Paris, nouvelle édition, Paris, Théodore Le Gras, 1736, 2 vol., in-12, 4 gr., 1 front.
- Nouvelle description des châteaux et parcs de Versailles et de Marly, 7e édition, Paris, Veuve de Florentin Delaulne, 1738, 2 vol., in-12, pl.
- Nouveau voyage de France avec un itinéraire et des cartes faites exprès qui marquent exactement les routes qu’il faut suivre pour voyager dans toutes les provinces de ce royaume, Paris, Théodore Le Gras, 1740, 2 vol., in-12, pl.
- « Lettre au P. R., jésuite, sur quelques endroits de l’ « Histoire généalogique et chronologique de la Maison royale de France et des grands officiers de la couronne et de la Maison du Roy, par le Père Anselme », Journal des Sçavants, Paris, Chaubert, mai 1741, p. 314 (Bib. mun. d’Aurillac.)
- « Lettre au P. R., jésuite », Mémoires pour l’histoire des sciences et des beaux arts de Trévoux, Paris, Chaubert, mai 1741, p. 314.
- Description de Versailles, de Marly, de Meudon, de Saint-Cloud, de Fontainebleau et de toutes les autres belles maisons et châteaux des environs de Paris, nouvelle édition, Paris, C. N. Poirion, 1742, 1 vol., in-12, 4 pl.
- Description de Paris, de Versailles, de Marly, de Meudon, de Saint-Cloud, de Fontainebleau et de toutes les autres belles maisons et châteaux des environs de Paris, nouvelle édition, Paris, Théodore Le Gras, 1742, 2 vol., in-12, pl.
- Description de Paris, de Versailles, de Marly, de Meudon, de Saint-Cloud, de Fontainebleau et de toutes les autres belles maisons ou châteaux des environs de Paris, Paris, Théodore Le Gras, 1742, 8 vol., in-12, pl.
- Description de Paris, de Versailles, nouvelle édition, Paris, Charles-Nicolas Poirion, 1742, 8 vol., in-12, pl.
- « Lettre à M. S. sur Robert de Sorbon (à Paris, ce 1er avril 1748) », Mercure de France, juillet 1748.
- Nouvelle description des châteaux et parcs de Versailles et de Marly, 8e édition, Paris, Veuve de Florentin Delaulne, 1751, 2 vol., in-12, pl.
- Nouvelle description des châteaux et parcs de Versailles et de Marly, Paris, Desprez et Cavelier, 1751, 2 vol., in-12, pl.
- Nouvelle description des châteaux et parcs de Versailles et de Marly, Paris, C.-N. Poirion, 2 vol., in-12, 16 pl.
- Introduction à la description de la France et au droit public de ce royaume, Paris, Théodore Le Gras, 1752, 2 vol., in-12, 3e édition, corrigée et augm. cons.Le t. I comprend tout ce qui s’observe auprès du Roy, l’état de sa Maison, ses titres, ses prérogatives, son cérémonial, ses officiers et ceux de sa couronne. Le t. II comprend le gouvernement ecclésiastique, civil et militaire de la France.
- Nouvelle description de la France, dans laquelle on voit le Gouvernement général de ce Royaume, celui de chaque Province en particulier ; et la Description des villes, maisons royales, châteaux et monuments les plus remarquables, avec des figures en taille douce, troisième édition, corrigée et considérablement augmentée, Paris, Théodore Le Gras, 1753-1754 13 vol., in-12, pl.
  - Tome 1 "Isle de France"[28]
  - Tome 2 "Picardie & du Comte d'Artios"[29]
  - Tome 3 "Champagne, Brie-Champenoise, Bourgogne"[30]
  - Tome 4 "Bourgogne & Dauphine"[31]
  - Tome 5 "Provence"[32]
  - Tome 7 "Foix, Navarre & Bearn, Guyenne, Gascogne, Saintonge, Angoumois, pays d'Aunis"[33]
  - Tome 8 "Poitou & Bretagne"[34]
  - Tome 9 "Normandie"[35]
  - Tome 10 "Maine, Perche, Orleanois, Nivernois, Bourbonnois"[36]
  - Tome 11 "Lyonnois, Auvergne, Limousin, la Marche & Berry"[37]
  - Tome 12 "Touraine, l'Anjou, Saumurios, Flandre Francoise, Dunkerque, Metz, Toul & Verdun"[38]
  - Tome 13 "Alsace, Franche-Comte, Roussillion, Lorraine & Barrois "[39]
- Nouveau voyage de France avec un itinéraire, Paris, Desprez, 1755, 2 vol., petit in-12.
- Nouveau voyage de France, nouvelle édition, revue, corrigée et augmentée suivant la nouvelle description de la France, Paris, Théodore Le Gras, 1755, 2 vol., in-8°.
- Nouvelle description des châteaux et parcs de Versailles et de Marly, Paris, Veuve de Florentin Delaulne, 1763, 2 vol., in-12, 13 pl.
- Nouvelle description des châteaux et parcs de Versailles et de Marly, 9e édition, Paris, Veuve de Florentin Delaulne, 1764, 2 vol., in-12, pl.
- Nouvelle description des châteaux et parcs de Versailles et de Marly, Paris, Étienne-François Savoye, 1764, 2 vol., in-12, pl.
- Description historique de la ville de Paris et de ses environs, nouvelle édition, revue, corrigée et considérablement augmentée, Paris, G. Desprez, 1765, 10 vol., in-12, 94 pl.
- Description historique de la ville de Paris, Paris, chez les libraires associés, 1765, 10 vol., in-12.
- Nouveau voyage de France, nouvelle édition, revue, corrigée et augmentée, Paris, veuve Savoye, 1780, 2 vol., in-12, 41 h.t., 15 cartes.

Publications en ligne
- Description de Paris, de Versailles, de Marly, de S. Cloud, de Fontainebleau, et de toutes les autres belles maisons & châteaux des environs de Paris, Paris, Théodore Legras, 1742 (OCLC 14066687) tome 1 sur Google Livres, tome 2 sur Google Livres, tome 3 sur Google Livres, tome 4 sur Google Livres, tome 5 sur Google Livres, tome 6 sur Google Livres, tome 7 sur Google Livres, tome 8 sur Google Livres, tome 9 sur Google Livres, tome 10 sur Google Livres, Illustrations de Description de Paris sur Gallica.